# Cigarettes & Alcohol
Cigarettes & Alcohol è un singolo della band inglese Oasis. Scritto da Noel Gallagher, il brano fu pubblicato il 10 ottobre 1994 e fu la quarta canzone estratta da Definitely Maybe, primo album della band, nonché il secondo singolo ad entrare nella top 10 della classifica inglese, arrivando al 7º posto (tre posti sopra il precedente singolo Live Forever).
È il primo brano in cui emerge la sregolatezza dei fratelli Gallagher: la canzone mostra un appeal nei confronti di droga, sigarette e alcool, viste come rimedio alla noiosa vita da operaio. "È una canzone che contiene un'affermazione sul sociale", ha detto Noel Gallagher in un'intervista nel 2010.
Il riff principale della canzone presenta una notevole somiglianza con quello di Get It On dei T. Rex.

## Video
Nel videoclip della canzone la band si esibisce all'interno di un locale davanti ad un pubblico di fumatori e gente ubriaca.
Esiste anche una versione del video in cui non compare in maniera esplicita il consumo di sigarette e alcolici.

## Tracce
1. Cigarettes & Alcohol – 4:50
2. I Am the Walrus (live at Glasgow Cathouse, June 1994) – 8:14
3. Listen Up – 6:39
4. Fade Away – 4:13

Durata totale: 23:56

## Lati B
Cigarettes & Alcohol è l'unico singolo, insieme a Some Might Say, ad avere tutte e tre le b-side incluse nella raccolta The Masterplan. Si tratta di I Am the Walrus (una reinterpretazione dei Beatles registrata durante un concerto in Scozia), Listen Up e Fade Away. Due di queste tre b-side andarono vicine all'inclusione nel greatest hits Stop the Clocks, pubblicato nel 2006. In un'intervista riguardo Stop the Clocks intitolata "Lock the Box" Noel disse: "Mi sarebbe piaciuto trovare un posto per Fade Away, Listen Up e Let There Be Love".
Nel marzo 2009 la band scozzese dei View ha fatto una reinterpretazione di Listen Up e ne ha caricato un video su YouTube, alla fine del quale ha chiesto agli Oasis di poter partecipare come supporter al loro tour mondiale.

## Formazione
- Liam Gallagher – voce, tamburello
- Noel Gallagher – chitarra solista
- Paul "Bonehead" Arthurs – chitarra ritmica
- Paul "Guigsy" McGuigan – basso
- Tony McCarroll – batteria

## Classifiche
| Classifica (1994) | Posizione massima |
| ----------------- | ----------------- |
| Irlanda           | 15                |
| Regno Unito       | 7                 |